# 莫拉塔利亚
莫拉塔利亚，是西班牙穆尔西亚自治区的一个市镇。总面积955平方公里，总人口8595人（2001年），人口密度9人/平方公里。